# Iglesia de San Miguel (Anglés)
La iglesia de San Miguel es un templo católico del municipio de Anglés (Gerona, Cataluña, España) incluida en el Inventario del Patrimonio Arquitectónico de Cataluña.

## Descripción

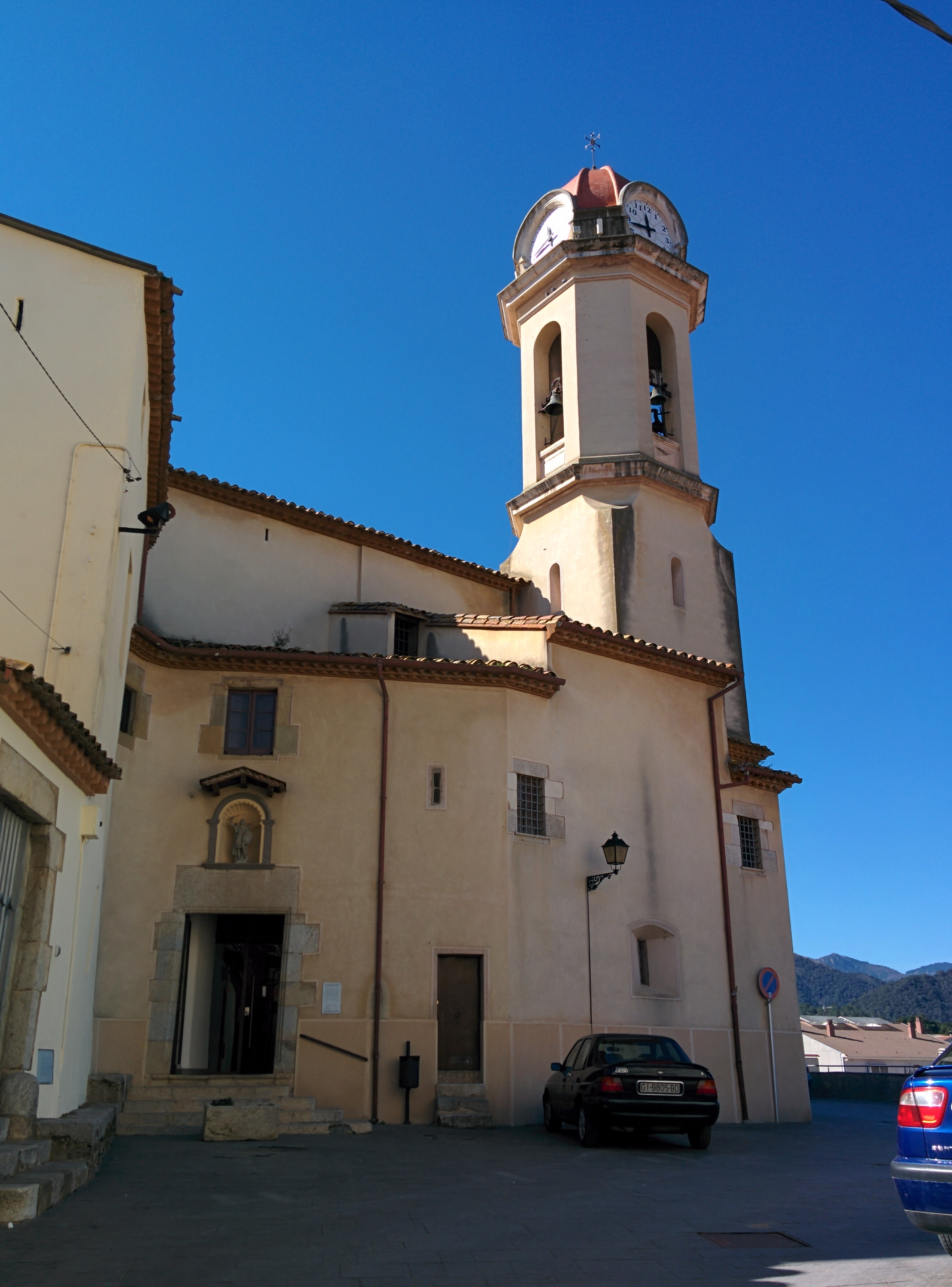
Iglesia de Sant Miquel d'Anglès

Edificio de planta rectangular con cuerpos anexos, como el ábside semicircular y la puerta de San Miguel, con cubierta a doble vertiente a diferentes niveles y situado a un extremo de la antigua Puebla de Anglés. La construcción está adosada a la Rectoría y está compuesta por una nave y tres capillas laterales a cada lado. El templo da culto principalmente a San Miguel y también a la Virgen del Remedio. Las partes destacables son la nave y las capillas, las fachadas y el campanario.
La nave interior está formada por una entrada con un corazón en el primer piso y un baptisterio a la izquierda. Seguidamente tenemos la nave central y las capillas laterales. Los accesos a las capillas laterales, intercomunicadas las de la parte derecha, está formado por grandes arcos de medio punto con impostas molduradas. Las dovelas clave de estos arcos y la zona de la capilla de la Sagrada Familia contienen escudos nobiliarios esculpidos y otros relacionados con antiguos oficios.
En la línea del segundo tramo existen dos balcones en el primer piso superior a las capillas. Son ventanas rectangulares de madera con decoración reticulada de celosías y barrotes que tienen un gran dintel moldurado con las fechas de 1637 y 1638 respectivamente. Su función era el acceso privilegiado y oculto a los oficios desde la Rectoría y desde una de las capillas laterales. La cubierta de la nave es de bóveda de cañón con lunetos y la del presbiterio es de cuarto de círculo con decoración de concha. Por encima de las capillas hay una cornisa de molduras y ménsulas de yeso y de obra con decoración floral.
Algunas de las capillas tienen una cubierta plana y otros la tienen estrellada o con las lunetas interiores multiplicadas. La decoración de estas son molduras arquitectónicas y conchas renacentistas.
En cuanto a la fachada principal, adaptación de modelos post-tridentinos, está formada por tres elementos básicos, el portal, las ventanas y el óculo. Primero hay un zócalo pintado y enlucido. La puerta de madera con escalones de acceso está enmarcada de piedra y tiene molduras en los ángulos interiores y una gran dintel monolítico con una inscripción de finales del siglo XVI, seguramente reaprovechada y originaria de otro sector de la iglesia, ya que la fachada no es tan antigua. Las ventanas son de piedra y una de ellas tiene un dintel con la fecha de 1602. El óculo circular, centralizado en el primer piso sobre el portal de acceso y datado de 1885, también está enmarcado de grandes bloques de piedra moldurada y contiene vitrales coloreados con decoración geométrica, floral y con el escudo papal de Roma. Encima hay otro óculo pequeño sin marco de piedra. Finalmente, la línea del tejado y dos molduras cóncavas debajo de este, a ambos lados de la nave central, enmarcan la fachada principal.
La fachada de San Miguel, junto a la Rectoría, tiene una entrada enmarcada de piedra moldurada-con una inscripción datada de 1632, sobre la que hay una hornacina pintada de azul con una imagen de San Miguel. Este sector se reforzó arquitectónicamente porque, hasta la Guerra Civil, sostenía el antiguo campanario de la iglesia. También hay una ventana de piedra con una reja de hierro forjado.
En cuanto al campanario, está situado sobre el baptisterio, a los pies de la nave. Tiene la base cuadrangular y el piso octogonal separado en dos cuerpos -la zona de las campanas y la del reloj y el entablamento - por molduras emergentes, también octogonales. El primer cuerpo tiene cuatro aberturas para las cuatro campanas y el segundo, cuatro óculos para cuatro realquilado de agujas y la finalización de la estructura en punta. El actual campanario sustituyendo al anterior, derribado durante la Guerra Civil, situado sobre la puerta de San Miguel.
Entre los bienes artísticos más destacables de la parroquia hay una cruz gótica de plata, pero también hay que mencionar el retablo barroco (1620-40) del altar mayor que fue destruido durante la Guerra Civil.

## Historia
El edificio original era la capilla románica del castillo, documentada de principios del siglo XIII y relacionada con el linaje de los vizcondes de Cabrera, señores del Castillo de Anglés. La capilla aguantó hasta principios del siglo XVII, cuando se reformó y amplió la iglesia. Hasta el 1859, legalmente, formó parte de la parroquia de Santa María de Salas de la Cellera de Ter. Anglés era, pues, una Doma en que un sacerdote tenía cuidado de la capilla de San Miguel y dependía del rector de la Cellera. Sin embargo, ya desde finales de siglo XVI existieron varios intentos de segregación que no se hicieron efectivos, de hecho, hasta 1788 y, de derecho, hasta 1859 respecto a las desavenencias entre Anglés y la Cellera, hay que ver la obra de Emili Ramos sobre la villa de Anglés (de la agricultura a la Industrialización), páginas 223-234.
El edificio actual es una construcción de entre finales de siglo XVI y mediados del XVII, de estilo renacentista tardío con elementos barrocos, de una sola nave con capillas laterales -tres para lado- con ampliaciones y reformas sucesivas hasta el siglo XX. En 1921 se reformó el presbiterio, en 1942 se rehízo el campanario y el 1975-85 se rehízo el suelo y se volvió a rebozar y pintar la fachada. Actualmente, la parroquia de Anglés es la sede del arciprestazgo del Ter-Brugent.
El dintel de la puerta principal de la iglesia tiene una gran inscripción que dice: «INSTANTE GALCERAND OLMERA, AB SON HERMANO LO PRIOR; concede la [soberanía] VUY LO OBISPO Cassador 1595». La cita está relacionada con los intentos de independencia parroquial de La Cellera, que, pese a hacerse efectivos desde 1620, en tiempos del rector-Domer Domingo Barón, volvió a depender de la Cellera el 1627
La primera capilla, entrando a la derecha, dedicada actualmente a la Sagrada Familia, fue instituida en 1633 por el rector-Domer Domingo Barón.